# Biutiful
Biutiful és una pel·lícula estatunidenco-mexicana dirigida per Alejandro González Iñárritu, estrenada el 2010. Ha estat seleccionada en competició oficial pel Festival de Canes on Javier Bardem ha guanyat el premi d'interpretació masculina, exæquo amb Elio Germano per La nostra vita. Ha estat doblada al català.

## Argument
L'Uxbal és un marginat, alhora pare de família, de Barcelona que viu de l'organització de tràfics vinculats a l'economia subterrània de la ciutat i al treball d'immigrants il·legals (d'origen senegalès i xinès) i vident capaç de comunicar amb les persones tot just mortes per ajudar-los a passar a l'altra vida. Viu miserablement i intenta educar sol els seus dos fills, Mateo i Ana. La seva mare, Marambra, és atesa de trastorns bipolars i li han retirat la custòdia dels seus fills.
La seva vida es trastornarà pel descobriment d'un càncer de la pròstata que no li dona més que alguns mesos d'esperança de vida. Un dels seus parents, a qui ret visita, sent la mort imminent de l'Uxbal i li aconsella «arreglar els seus afers». Seguirà aquest consell i intentarà assegurar el futur immediat dels seus fills després de la seva mort redoblant esforç en les seves activitats il·legals i intentant reprendre un vincle amb la mare dels seus fills.

## Repartiment
- Javier Bardem: Uxbal
- Maricel Alvarez: Marambra
- Eduard Fernández: Tito, el germà de l'Uxbal
- Hanaa Bouchaib: Ana, la filla de l'Uxbal i la Maramba, 10 anys
- Guillermo Estrella: Mateo, el fill de l'Uxbal i la Maramba, 7 anys
- Diaryatou Daff: Ige, senegalès en dificultats
- Cheikh Ndiaye: Ekweme, el company de l'Ige
- Cheng Tai Shen: Hai (com Taisheng Cheng)
- Luo Jin: Liwei, l'amant d'en Hai
- Blanca Portillo: Bea, l'amiga de l'Uxbal
- Rubén Ochandiano: Zanc, el policia
- Karra Elejalde: Mendoza
- Félix Cubero: el funcionari
- Manolo Solo: el metge
- Nasser Saleh: el pare de l'Uxbal

## Rebuda
"Un retrat impressionista i commovedor d'un home (...) és un preciós poema, de to malenconiós, sobre l'amor, la paternitat i la culpa. (...) Bardem ofereix una interpretació que noqueja"
Iñárritu narra el dia a dia d'Uxbal amb gran intimitat (...) El que em va atreure de la pel·lícula i va despertar la meva simpatia va ser la mateixa presència de Bardem.
"Iñárritu empal·lideix sense la lletra d'Arriaga. (...) no em crec el que observo i escolto (...) Javier Bardem es lliura en cos i ànima al seu personatge, el compon, matisa, viu i sent, però el seu admirable esforç va per lliure"

## Premis i nominacions

### Premis
- 2010: Premi a la interpretació masculina al Festival de Canes per Javier Bardem
- 2011: Goya al millor actor per Javier Bardem[7]

### Nominacions
- 2010: Palma d'Or
- 2011: Oscar a la millor pel·lícula de parla no anglesa
- 2011: Oscar al millor actor per Javier Bardem
- 2011: Globus d'Or a la millor pel·lícula de parla no anglesa
- 2011: BAFTA a la millor pel·lícula de parla no anglesa
- 2011: BAFTA al millor actor per Javier Bardem
- 2011: Goya al millor actor secundari per Eduard Fernández
- 2011: Goya a la millor actriu secundària per Ana Wagener
- 2011: Goya al millor guió original per Nicolás Giacobone, Alejandro González Iñárritu i Armando Bó Jr
- 2011: Goya a la millor fotografia per Rodrigo Prieto
- 2011: Goya al millor muntatge per Stephen Mirrione
- 2011: Goya a la millor música original per Gustavo Santaolalla
- 2011: Goya a la millor direcció artística per Brigitte Broch